# Maria Beloborodova
Pour les articles homonymes, voir Beloborodova.
Maria Vadimovna Beloborodova (en russe : Мария Вадимовна Белобородова) est une joueuse de volley-ball russe née le 12 novembre 1986 à Sverdlovsk. Elle mesure 1,86 m et joue au poste de centrale. 

## Clubs
| Club                 | De        | À         |
| -------------------- | --------- | --------- |
| Dynamo (Moscou Rég.) | 2002-2003 | 2002-2003 |
| Ouralotchka-2        | 2003-2004 | 2004-2005 |
| Ouralotchka NTMK     | 2005-2006 | 2010-2011 |
| Dinamo Kazan         | 2011-2012 | 2011-2012 |
| Ouralotchka NTMK     | 2012-2013 | 2013-2014 |
| VK Obninsk           | 2014-2015 | 2014-2015 |
| PSK Sakhaline        | 2015-2016 | …         |

## Palmarès
- Championnat de Russie
  - Vainqueur : 2005, 2012.
- Coupe de la CEV
  - Finaliste : 2009, 2014.